# フェリペ・アンデルソン・ペレイラ・ゴメス
フェリペ・アンデルソン・ペレイラ・ゴメス（Felipe Anderson Pereira Gomes、1993年4月15日 - ）は、ブラジル・ブラジリア出身のサッカー選手。SEパルメイラス所属。ポジションはFW。

## 経歴

### クラブ
2007年からサントスFCのユースに所属し、2010年にトップチームに昇格した。
2013年1月にSSラツィオへの移籍が合意に達したが、最終的に移籍は破綻。同年7月9日、ラツィオへ5年契約で移籍を果たした。移籍金は800万ユーロ。
当初はイタリアサッカーへの適応に苦しみ活躍できなかったものの、加入2年目の2014-15シーズンには32試合10得点を記録。2015-16シーズンからは背番号を7番から10番に変更。
2018年7月15日、ウェストハム・ユナイテッドFCと4年契約を締結したことが発表された。
2020年10月6日、FCポルトへのローン移籍が発表された。
2021年7月16日、SSラツィオへ完全移籍で復帰することが発表された。
2024年4月16日、フェリペ・アンダーソンは、ラツィオとの契約が6月30日に満了した後、パルメイラスに加入するための事前契約を結びました。契約は2027年12月までです。

### 代表
ブラジル代表として各年代でプレーし、2013年には南米ユース選手権に出場した。
2016年、2016年リオデジャネイロオリンピックに出場するU-23ブラジル代表に選出された。

## 人物・エピソード
- ネイマールとはサントスユースからの親友[10]。

## タイトル

### クラブ
サントスFC
- カンピオナート・パウリスタ：2011、2012
- コパ・リベルタドーレス：2011
- レコパ・スダメリカーナ：2012

SSラツィオ
- スーペルコッパ・イタリアーナ：2017

### 代表
U-23ブラジル代表
- オリンピック 金メダル：2016